# 채플린 (영화)
《채플린》(영어: Chaplin)은 영국과 미국에서 제작된 1992년 전기 코미디 드라마 영화이다. 리처드 애튼버러가 연출과 제작을 맡고, 로버트 다우니 주니어, 머리사 토메이, 댄 애크로이드, 퍼넬러피 앤 밀러, 케빈 클라인 등이 출연하였다.
흥행에 실패하였으나 1993년 제65회 아카데미상 남우 주연상, 미술 감독상(스튜어트 크레이그, 크리스 A. 버틀러), 음악상(존 배리)과 제50회 골든 글로브상 드라마 영화 부문 남우 주연상, 영화 부문 여우 조연상(제럴딘 채플린), 영화 주제가상 후보에 올랐다.

## 줄거리
빅토리아 시대 이스트엔드오브런던에서 가난에 시달리던 어린 찰리 채플린은 일찍 버라이어티 쇼에 투신하고, 커서는 미국으로 건너가 《이민자》(1917), 《키드》(1921), 《황금광 시대》(1925), 《모던 타임스》(1936), 《위대한 독재자》(1940) 등을 내놓으며 성공하지만 사생활은 복잡한 연애 및 결혼으로 점철된다. 매카시즘이 심해지는 가운데 1952년 영국에서 《라임라이트》 첫 상영회를 갖기 위해 런던으로 떠난 채플린은 미국 재입국을 금지당하고, 1972년이 되어서야 미국으로 돌아와 아카데미상 역사상 가장 긴 기립박수를 받으며 공로상을 수상한다.

## 출연진
- 로버트 다우니 주니어 - 찰리 채플린 역
- 머리사 토메이 - 메이블 노먼드 역
- 제럴딘 채플린 - 해나 채플린 역
- 폴 리스 - 시드니 채플린 역
- 존 소 - 프레드 카노 역
- 모이라 켈리 - 헤티 켈리 / 우나 오닐 역
- 앤서니 홉킨스 - 조지 헤이든 역
- 댄 애크로이드 - 맥 세넷 역
- 퍼넬러피 앤 밀러 - 에드나 퍼바이언스 역
- 케빈 클라인 - 더글러스 페어뱅크스 역
- 매슈 코틀 - 스탠 로럴 역
- 마리아 피틸로 - 메리 픽퍼드 역
- 밀라 요보비치 - 밀드러드 해리스 역
- 케빈 던 - J. 에드거 후버 역
- 데버라 무어 - 리타 그레이 역
- 다이앤 레인 - 폴렛 고더드 역
- 낸시 트래비스 - 조앤 배리 역
- 제임스 우즈 - 조지프 스콧 역
- 프랜체스카 불러 - 미니 채플린 역
- 데이비드 듀코브니 - 롤런드 토서로 역
- 존 스탠딩 - 채플린의 집사 역

## 기타 제작진
- 공동 제작: 테런스 클레그
- 협력 제작: 다이애나 호킨스
- 배역: 마이크 펜턴, 밸러리 머살러스, 수지 피기스
- 미술: 스튜어트 크레이그
- 의상: 존 몰로

## 우리말 녹음
KBS 성우진 (1998년 10월 18일)
- 배한성 - 찰리 채플린 (로버트 다우니 주니어)
- 주희 - 해나 채플린 (제럴딘 채플린)
- 김환진 - 시드니 채플린 (폴 리스)
- 정미숙 - 헤티 켈리 / 우나 오닐 (모이라 켈리)
- 이완호 - 조지 헤이든 (앤서니 홉킨스)
- 유해무 - 맥 세넷 (댄 애크로이드)
- 이선 - 메이블 노먼드 (머리사 토메이)
- 함수정 - 에드나 퍼바이언스 (퍼넬러피 앤 밀러)
- 장광 - 더글러스 페어뱅크스 (케빈 클라인)
- 장승길 - J. 에드거 후버 (케빈 던)
- 김승준 - 젊은 채플린 (로버트 다우니 주니어)
- 이규화 - 롤런드 토서로 (데이비드 듀코브니)